# El tiempo en Canal 13
El Tiempo es un breve programa de televisión chileno que se transmite por Canal 13 y que dedica 5 minutos a informar sobre el tiempo y clima para el día siguiente en todo el país.

## Historia
Los primeros informes meteorológicos en Canal 13 comenzaron a ser emitidos en 1962, siendo presentados de forma diaria a partir del 28 de junio de 1966 de manera alternada por Santiago Martinson y Willy Duarte, quienes entregaban la información proporcionada por el Departamento Meteorológico de LAN Chile. Al ser creado Teletrece en 1970, el informe del tiempo pasó a ser incluido dentro de dicho noticiero, situación que se mantuvo hasta 1992 y durante el cual estuvieron encargadas del informe distintas presentadoras, como por ejemplo Gina Zuanic, Carmen Jaureguiberry y Jeannette Frazier.
Debutó en abril de 1992, reemplazando al informe del tiempo que tenía hasta ese entonces Teletrece, sus primeras presentadoras fueron Gina Zuanic y Loreto Delpín, quienes conducían el bloque del noticiero mencionado. Desde finales de 2009 se emite en alta definición.

## Presentadores

#### Anteriores
- Gina Zuanic (abril-diciembre de 1992)
- Loreto Delpín Aguayo (abril de 1992-febrero de 2010)
- Bárbara Ackermann del Canto (marzo de 1993-abril de 2002)
- Eduardo de la Iglesia (2008)
- Vanesa Borghi Vidal (marzo-diciembre de 2010)
- Michelle Adam Villalobos (septiembre de 2001-2004, 2012-2019)
- Francisca Sfeir Carmena (2015-2019)

#### Actuales
- Carolina Infante Pinedo (septiembre de 1997-octubre de 1998, septiembre de 2001-presente)
- Macarena Sánchez (2020-presente)
- Gianfranco Marcone (marzo de 2020-presente)

## Logotipos
- 1992-1993: En un fondo de cielo azul con nubes figura el texto «EL TIEMPO» en letras celestes.
- 1993-1998: En un fondo gris hay un sol que le rodea anillos gruesos opacos y al costado derecho figura «EL TIEMPO» color celeste tipografía Pump Rus Condensed.
- 1998-1999: En un fondo azul hay planeta Tierra donde delante figura en dos líneas «EL TIEMPO» color dorado tipografía Helvética Condensed en cursiva.
- 1999-2001: En un fondo celeste hay un globo terráqueo de color azul y debajo figura «EL TIEMPO» también azul tipografía Eurostyle.
- 2001-2004: Una franja donde en la parte derecha hay un cuadrado naranja y al costado izquierdo restante un rectángulo azul donde hay un globo terráqueo formada por tres líneas gruesas blancas y al costado dice «el tiempo» también blanco tipografía Dogma Bold.
- 2004-2008: En un fondo de cielo celeste con nubes hay una veleta gris donde encima figura «EL Tiempo» también gris tipografía Handel Gothic, detrás hay un sol al costado hay cuatro climas.
- 2008-2015: Una nueva versión del logo anterior. En un fondo naranja hay una veleta plateada donde encima figura «'EL Tiempo» también plateado tipografía ITC Avant Garde y arriba de esto hay una esfera naranja donde al costado derecho hay cuatro climas.
- 2015-presente: Un rectángulo, con las puntas superior izquierda e inferior derechas dobladas, dividido en dos, en el lado izquierdo de fondo naranja figura «EL» color crema y en el lado derecho restante de fondo gris figura «TIEMPO» también color crema tipografía Trueno Bold Italic, la "O" está estilizada en forma de sol amarillo con borde blanco y nubes.